# KULT Magasin
KULT Magasin är ett svensk nätmagasin med inriktning på nöje, musik, film, litteratur med mera. KULT startades i Uppsala 2020 av Daria Spitza. Tidningen är gratis att läsa. Den är mest känd för sina recensioner och krönikor.